# Escut i bandera d'Aiòder
L'escut i la bandera d'Aiòder són els símbols representatius d'Aiòder, municipi del País Valencià, a la comarca de l'Alt Millars.

## Escut heràldic
L'escut oficial d'Aiòder té el següent blasonament:
| « | Escut quadrilong de punta redona. En camp d'argent, tres monts de gules, del central i més alt dels quals emergeix un arbre de sinople, fruitat també de gules. Al timbre, una corona reial oberta. | » |

## Bandera d'Aiòder
La bandera oficial d'Aiòder té la següent descripció:
| « | Bandera de proporcions 2:3. De blanc, l'escut municipal al centre. | » |

## Història
L'escut fou aprovat per Resolució de 26 de juny de 1996, del conseller de Presidència, publicada en el DOGV núm. 2.837, de 30 de setembre de 1996.
La carrasca damunt unes penyes és l'escut tradicional de la localitat.
La bandera fou aprovada per Resolució de 15 d'abril de 1999, del conseller de Presidència, publicada en el DOGV núm. 3.507, d'1 de juny de 1999.